# Oddział Wydzielony „Grudziądz”
Oddział Wydzielony „Grudziądz” – oddział wydzielony Wojska Polskiego II Rzeczypospolitej walczący w kampanii wrześniowej 1939.

## Utworzenie zadania i walki
Zgodnie z planami operacyjnymi Wojska Polskiego, w „korytarzu pomorskim”, na  wschodnim brzegu Wisły, rozlokowały się związki taktyczne i oddziały Grupy Operacyjnej „Wschód”. Przydzielony pas obrony dowódca GO „Wschód" gen. Mikołaj Bołtuć podzielił na trzy odcinki bronione przez trzy bezpośrednio mu podporządkowane zgrupowania. Jednym z nich był odcinek 16 Pomorskiej Dywizji Piechoty. Dowódca GO zalecił dowódcy 16 DP płk dypl. Stanisławowi Świtalskiemupodzielić odcinek między dwa zgrupowania. Wykonując rozkaz dowódcy GO,  dowódca 16 DP zorganizował między innymi odcinek „Grudziądz” (OW „Grudziądz”), pod dowództwem  płk. Stefana Cieślaka. Postawił przy tym następujące zadanie: [...] bronić Grudziądza na przygotowanych stanowiskach w odcinku: Wisła – Kłódka Szlachecka – Grabowiec. Zabezpieczyć most na Wiśle na zachodnim brzegu. Dozorować Wisłę od Parska do Rozgarty.
Rozmieszczenie 31 sierpnia 1939
Po ogłoszeniu ostrego pogotowia Zgrupowanie „Grudziądz" przyjęło następujące ugrupowanie:
- batalion ON „Świecie” zajął pozycje obronne od ujścia Osy do toru kolejowego Grudziądz – Gardeja; pluton zwiadu dozorował prawy brzeg Wisły od Parska do południowego skraju Nowej Wsi;
- III/ 65 pułku piechoty zajął stanowiska na wschód od toru kolejowego do Rogoźno-Zamek;
- placówka wydzielona ze składu 65 pp osłaniała Przedmoście Grudziądza;
- placówki i pluton wzmocnienia  komisariatu SG „Świerkocin” i rozwinęły się przed przednim skrajem obrony OW; na przedpolu pozostawał też pluton zwiadu konnego 65 pp.

## Struktura organizacyjna
1 września 1939
- dowództwo Oddziału Wydzielonego „Grudziądz” – płk Stefan Cieślak
- 65 Starogardzki pułk piechoty bez I i II/65 pułku piechoty
- batalion ON „Świecie” – mjr dr Stanisław Dobrzański
- III/16 Pomorskiego pułku artylerii lekkiej – kpt. Tadeusz Tazber
- komisariat Straży Granicznej „Świerkocin”